# جاي كراودر
جاي كراودر (بالإنجليزية: Jae Crowder)‏ مواليد 6 يوليو 1990، هو لاعب كرة سلة أمريكي يلعب مع فريق كليفلاند كافليرز في الرابطة الوطنية لكرة السلة ويحمل الرقم 9. يبلغ طوله 6 قدم 6 بوصة (2.0 م).

## فرق لعب لها
- دالاس مافيريكس
- بوسطن سيلتكس

## روابط خارجية
- جاي كراودر على موقع إن بي أي (الإنجليزية)
- جاي كراودر على موقع سبورتس رفرنس (الإنجليزية)
- جاي كراودر على موقع كرة السلة الأوروبية.كوم (الإنجليزية)
- جاي كراودر على موقع إي إس بي إن.كوم (الإنجليزية)
- جاي كراودر على موقع كلية كرة السلة في سبورتس رفرنس.كوم (الإنجليزية)
- جاي كراودر على موقع ريلجم (الإنجليزية)
- جاي كراودر على موقع بروبوليرز (الإنجليزية)
- جاي كراودر على موقع سبورتس رفرنس (الإنجليزية)